# Guldtransporten (film)
Guldtransporten er en norsk dramafilm fra 2022 instrueret af Hallvard Bræin,  med manuskript af Thomas Moldestad og Jørgen Storm Rosenberg. Den havde premiere 15. december 2022.
Filmen er baseret på faktiske begivenheder om den guldtransport, som centralbanken Norges Bank foretog for at få landets guldbeholdning transporteret fra Oslo nordpå med lastbiler og tog, efter at tyske tropper havde invaderet Norge i april 1940.

## Historie
Guldtransporten foregik med lastbil, bus, tog og skib via byerne Lillehammer, Åndalsnes, Molde og Tromsø, mens kampene foregik langs dele af ruten. Transporten blev for det meste ledet af Fredrik Haslund. Blandt kendte assistenter og controllere var Ole Colbjørnsen, Nordahl Grieg, Einar Gerhardsen, Øivind Lorentzen, Wilhelm Keilhau, og Kristian og Nini Haslund Gleditsch med bistand fra lokale chauffører og fiskere.

## Roller
- Jon Øigarden – Fredrik Haslund, sekretær for Arbejderpartiets stortingsgruppe, leder for transporten af guldbeholdningen
- Ida Elise Broch – Nini Haslund Gleditsch, Fredrik Haslunds søster
- Terje Strømdahl – Nicolai Rygg, centralbankchef i Norges Bank
- Eivind Sander – Major Bjørn Sunde, leder for militæreskorten
- Morten Svartveit – Nordahl Grieg, digter og frivillig soldat
- Axel Bøyum – Ingvar Berge, kontorist
- Sven Nordin – Odd Henry, frivillig chauffør
- Gard B. Eidsvold – Andreas Lund, direktør i Norges Banks afdeling Lillehammer
- Thorbjørn Harr – Finansminister Oscar Torp
- Anatole Taubman – Major Otto Stoltmann, tysk officer
- Lars Berge – Haakon Lie, Torps medarbejder
- Audun Sandem – Kristian Gleditsch, Ninis ægtemand
- Øyvind Brandtzæg – Esten Larsen, skipper på fiskefartøjet "Stølvåg"

## Eksterne links
- Guldtransporten på Internet Movie Database (engelsk)
- Guldtransporten i Svensk Filmdatabas (svensk)
- Guldtransporten på The Movie Database (engelsk)
- Guldtransporten på Filmaffinity (engelsk)